# Elecciones legislativas de Indonesia de 2014
Las elecciones legislativas de 2014 tuvieron lugar en Indonesia el 9 de abril de ese año. En los comicios, se eligieron a los 560 representantes del Consejo Representativo del Pueblo (cámara baja) y a los 132 miembros del Consejo Regional Representativo (cámara alta) de la Asamblea Consultiva del Pueblo (Parlamento indonesio).

## Contexto político

### Configuración del parlamento anterior
En las pasadas elecciones de 2009, la coalición gubernamental formada por 6 partidos políticos, entre los cuales juntaban 423 diputados del parlamento (~75 % de los escaños), dentro de la coalición destacaba el Partido Democrático con 148 de esos 423 diputados (~30 % de los diputados de la coalición), seguidos del Golongan Karja (GOLKAR, en indonesio: Grupos Funcionales) con 106 diputados (~25 % de la coalición).
La oposición también estaba configurada en bloque, es este caso eran 3 partidos que sumaban un total de 137 diputados, siendo el PDI-L (Partido Democrático Indonesio-Lucha) el que más diputados tenía con un total de 94 (~69 % de los escaños de la coalición).

### Situación política
Ante la situación del país bajo el gobierno coaligado del centro-derecha, se preveía un castigo en las urnas al gobierno. De las 31 encuestas más importantes que se hicieron en el país, únicamente 5 de ellas no anunciaban al PDI-L como partido más votado; además, de esas 5, una daba un empate técnico entre el PDI-L y el GOLKAR. Exceptuando la encuesta que auguraba el empate técnico (realizada el 16 de enero de 2014), ninguna encuesta quitaba al PDI-L la mayoría de votos desde el 13 de septiembre de 2013.

Uno de los asuntos más relevantes para esta esperada victoria del Partido Democrático Indonesio-Lucha, es por los abundantes casos de corrupción en los cuales se ha visto implicado el partido democrático del presidente, Susilo Bambang Yudhoyono. El Partido Democrático espera llevarse un batacazo electoral en estos comicios (los cuartos desde la caída del dictador Suharto), pero aguantar un 20 % de escaños en el parlamento para poder presentarse a las presidenciales del 9 de julio.